# Minjan

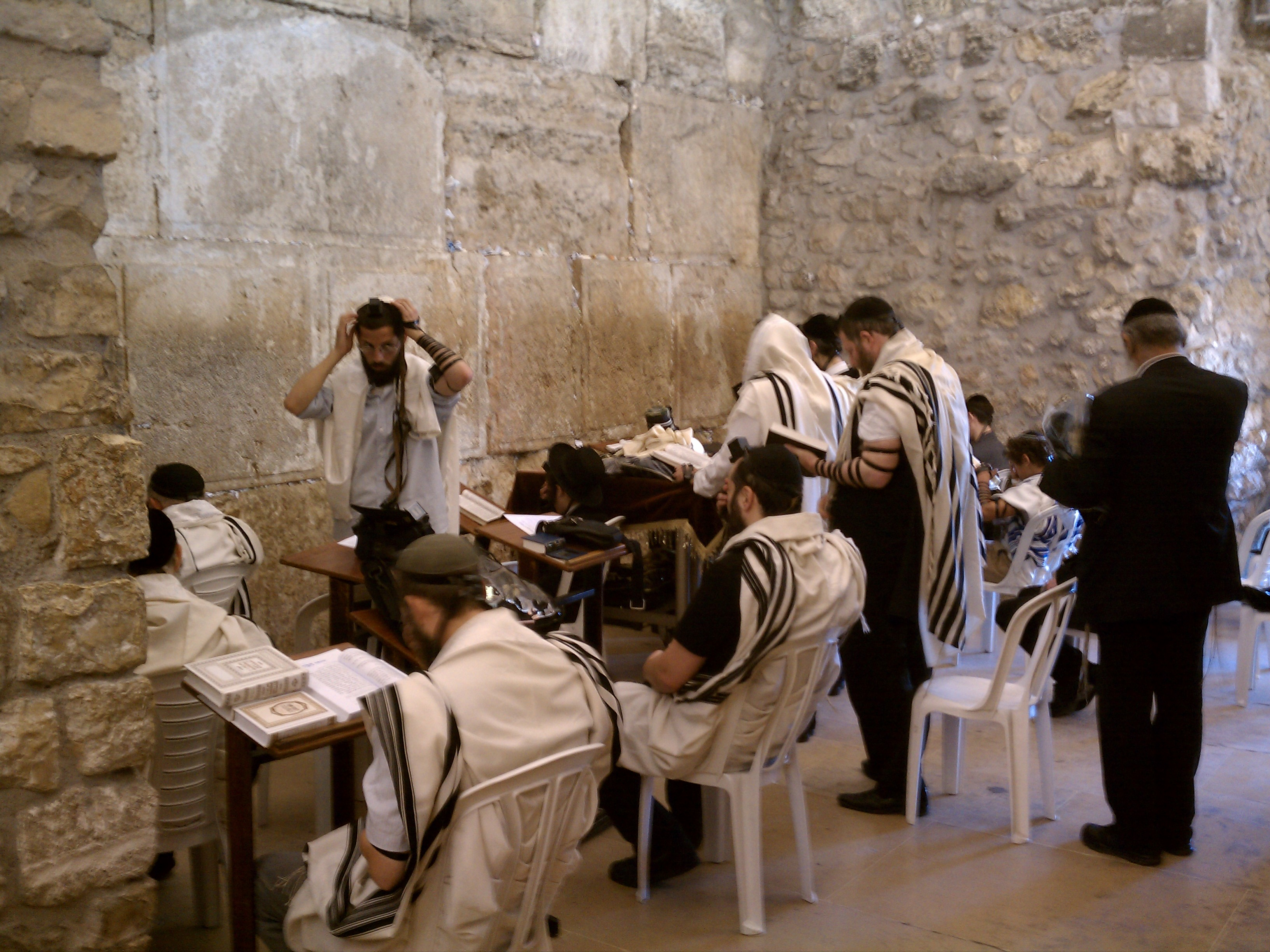
Minjan modlących się pod Ścianą Płaczu w Jerozolimie.

Minjan, minjen (hebr. ‏מִנְיָן‎, liczba) – w judaizmie kworum modlitewne, wynoszące dziesięciu dorosłych mężczyzn (tj. po bar micwie), wymagane m.in. podczas modłów w synagodze, przy odmawianiu kadiszu oraz przy czytaniu Tory. 
W minjanie przebywa podczas modlitwy Szechina, tak jak przebywała w Świątyni przed jej zburzeniem. Judaizm konserwatywny, reformowany i rekonstrukcjonistyczny dopuszcza do minjanu również kobiety. Niektóre odłamy judaizmu reformowanego nie wymagają minjanu w ogóle.